# Rudi Köppen
Rudi Köppen (eigentlich Rudolf Köppen; * 5. Februar 1943 in Rathenow) ist ein ehemaliger deutscher Hochspringer, der für die DDR startete.
Bei den Olympischen Spielen 1964 in Tokio kam er auf den 19. Platz, und bei den Europäischen Hallenspielen 1969 in Belgrad wurde er Vierter.
1967 und 1968 wurde er DDR-Meister und 1964 und 1969 DDR-Hallenmeister. Seine persönliche Bestleistung von 2,18 m stellte er am 19. Juni 1969 in Berlin auf. 
Rudi Köppen startete für den SC Dynamo Berlin.